# ميشلين كالمي راي
ميشلين كالمي راي رئيسة دولة سويسرا الفدرالية بين سنة 2007 و 2011 ولدت في 8 يوليو 1945 في منطقة سيون مقاطعة فالي السويسرية الناطقة بالفرنسية دخلت البرلمان في 4 نوفمبر 2002 ثم عينت نائبة للرئيس سنة 2006 إلى أن أنتخبت رئيسة في 13 ديسمبر 2006 إلى أن قدمت استقالتها في سبتمبر 2011 , وكانت تلقب بالمرأة الحديدية.

## روابط خارجية
- ميشلين كالمي راي على موقع مونزينجر (الألمانية)